# Wildwasserrennsport-Weltmeisterschaften 2014
Die 29. Kanu-Wildwasserrennsport-Weltmeisterschaften fanden vom 10. Juni bis 14. Juli 2014 statt. Sie wurden im italienischen Sondrio auf der Adda ausgetragen. Erfolgreichste Nation war erneut Frankreich. Deutschland wurde vor allem aufgrund der guten Ergebnisse auf der klassischen Mitteldistanz und trotz offensichtlicher Defizite auf der Kurzstrecke und in den Teamrennen zweitstärkste Nation.
Die Wettkämpfe waren von Hochwasser betroffen.

## Nationenwertung Gesamt
| Platz  | Land        | Gold | Silber | Bronze | Gesamt |
| ------ | ----------- | ---- | ------ | ------ | ------ |
| 1      | Frankreich  | 8    | 6      | 3      | 17     |
| 2      | Deutschland | 3    | 2      | 4      | 9      |
| 3      | Tschechien  | 2    | 7      | 6      | 15     |
| 4      | Slowenien   | 2    | 2      | 2      | 6      |
| 5      | Italien     | 2    | –      | 2      | 4      |
| 6      | Kroatien    | 1    | –      | –      | 1      |
|        | Schweiz     | –    | 1      | 1      | 2      |
| Gesamt | Gesamt      | 18   | 18     | 18     | 54     |

Im Einzelnen wurden folgende Ergebnisse erzielt.

## Classic
Die Classic-Wettbewerbe fanden am 11. und 12. Juni statt.

### Nationenwertung Classic
| Platz  | Land        | Gold | Silber | Bronze | Gesamt |
| ------ | ----------- | ---- | ------ | ------ | ------ |
| 1      | Frankreich  | 5    | 2      | 1      | 8      |
| 2      | Deutschland | 2    | 1      | 4      | 7      |
| 3      | Tschechien  | 1    | 5      | 2      | 8      |
| 4      | Kroatien    | 1    | –      | –      | 1      |
| 5      | Schweiz     | –    | 1      | 1      | 2      |
|        | Slowenien   | –    | –      | 1      | 1      |
| Gesamt | Gesamt      | 9    | 9      | 9      | 27     |

## Einzelwettbewerbe

### Einer-Kajak Männer
| Platz | Sportler                   | Land        | Zeit          |
| ----- | -------------------------- | ----------- | ------------- |
| 1     | Tobias Bong (Köln)         | Deutschland | 13:09,48 Min. |
| 2     | Remi Pete                  | Frankreich  | 13:17,29 Min. |
| 3     | Kamil Mruzek               | Tschechien  | 13:21,68 Min. |
| –     | –                          | –           | –             |
| 5     | Andreas Heilinger (Köln)   | Deutschland | 13:32,78 Min. |
| 6     | Lukas Gierenz (Köln)       | Deutschland | 13:35,85 Min. |
| 13    | Björn Beerschwenger (Köln) | Deutschland | 13:44,14 Min. |

### Einer-Kajak Frauen
| Platz | Sportler                          | Land        | Zeit          |
| ----- | --------------------------------- | ----------- | ------------- |
| 1     | Alke Overbeck (Braunschweig)      | Deutschland | 14:18,45 Min. |
| 2     | Michala Mrůzková                  | Tschechien  | 14:20,03 Min. |
| 3     | Manon Hostens                     | Frankreich  | 14:21,91 Min. |
| –     | –                                 | –           | –             |
| 6     | Manuela Stöberl (Rosenheim)       | Deutschland | 14:30,83 Min. |
| 8     | Maria Hollerieth (Rosenheim)      | Deutschland | 14:35,50 Min. |
| 14    | Sabine Füsser (Augsburg/Siegburg) | Deutschland | 14:51,22 Min. |

### Einer-Canadier Männer
| Platz | Sportler                      | Land        | Zeit          |
| ----- | ----------------------------- | ----------- | ------------- |
| 1     | Emil Milihram                 | Kroatien    | 14:17,77 Min. |
| 2     | Ondřej Rolenc                 | Tschechien  | 14:24,30 Min. |
| 3     | Normen Weber (Augsburg/Brühl) | Deutschland | 14:27,25      |
| –     | –                             | –           | –             |
| 7     | Tim Heilinger (Köln)          | Deutschland | 14:59,20      |

### Einer-Canadier Frauen
| Platz | Sportler                | Land        | Zeit          |
| ----- | ----------------------- | ----------- | ------------- |
| 1     | Marjolaine Hecquet      | Frankreich  | 14:24,98 Min. |
| 2     | Sabine Eichenberger     | Schweiz     | 14:29,04 Min. |
| 3     | Radka Valikova          | Tschechien  | 14:35,10 Min. |
| –     | –                       | –           | –             |
| 6     | Sabrina Barm (Augsburg) | Deutschland | 14:51,50 Min. |

### Zweier-Canadier Männer
| Platz | Sportler                                     | Land        | Zeit          |
| ----- | -------------------------------------------- | ----------- | ------------- |
| 1     | M. Rygel / P. Vesely                         | Tschechien  | 14:27,22 Min. |
| 2     | T. Debray / L. Lapointe                      | Frankreich  | 14:28,53 Min. |
| 3     | Matthias Nies / Dominik Pesch (Brühl)        | Deutschland | 14:30,46 Min. |
| –     | –                                            | –           | –             |
| 7     | René Brücker / Normen Weber (Brühl/Augsburg) | Deutschland | 14:44,63 Min. |

### Nationenwertung Classic-Einzel
| Platz  | Land        | Gold | Silber | Bronze | Gesamt |
| ------ | ----------- | ---- | ------ | ------ | ------ |
| 1      | Deutschland | 2    | –      | 2      | 4      |
| 2      | Tschechien  | 1    | 2      | 2      | 5      |
| 3      | Frankreich  | 1    | 2      | 1      | 4      |
| 4      | Kroatien    | 1    | –      | –      | 1      |
| 5      | Schweiz     | –    | 1      | –      | 1      |
| Gesamt | Gesamt      | 5    | 5      | 5      | 15     |

## Teamwettbewerbe

### Kajak-Einer Männer
| Platz | Land        | Sportler                                        | Zeit          |
| ----- | ----------- | ----------------------------------------------- | ------------- |
| 1     | Frankreich  | Quentin Bonnetain / Remi Pete / Paul Graton     | 13:34,74 Min. |
| 2     | Tschechien  | Richard Hala / Karel Slepica / Kamil Mruzek     | 13:37,58 Min. |
| 3     | Deutschland | Tobias Bong / Lukas Gierenz / Andreas Heilinger | 13:43,33 Min. |

### Kajak-Einer Frauen
| Platz | Land        | Sportler                                                 | Zeit          |
| ----- | ----------- | -------------------------------------------------------- | ------------- |
| 1     | Frankreich  | Sixtine Malaterre / Marie Hostens / Claire Bren          | 14:40,89 Min. |
| 2     | Deutschland | Alke Overbeck / Manuela Stöberl / Maria Hollerieth       | 14:48,73 Min. |
| 3     | Schweiz     | Sabine Eichenberger / Chantal Abgottspon / Deborah Fogel | 14:57,50 Min. |

### Einer-Canadier Männer
| Platz | Land        | Sportler                                                  | Zeit          |
| ----- | ----------- | --------------------------------------------------------- | ------------- |
| 1     | Frankreich  | Guillaume Alzingre / Stéphane Santamaria / Louis Lapointe | 14:47,82 Min. |
| 2     | Tschechien  | Ondřej Rolenc / Lukas Novosad / Vladimir Slanina          | 14:55,32 Min. |
| 3     | Deutschland | Tim Heilinger / Normen Weber / Dominik Pesch              | 14:55,81 Min. |

### Zweier-Canadier Männer
| Platz | Land        | Sportler                                                                             | Zeit          |
| ----- | ----------- | ------------------------------------------------------------------------------------ | ------------- |
| 1     | Frankreich  | Q. Dazeur/S. Santamaria / L. Lapointe/T. Debray / D. Guyonnet/G. Guyonnet            | 13:07,74 Min. |
| 2     | Tschechien  | L. Uncajyik/D. Lisicky / M. Rygel/P. Vesely / V. Kristek/F. Jelinek                  | 13:31,34 Min. |
| 3     | Slowenien   | L. Zqanjar/P. Znidarsic / R. Markocic/A. Unrankar / S. Hocevar/B. Cof                | 14:41,61 Min. |
| 4     | Deutschland | Matthias Nies/Dominik Pesch / Rene Brücker/Normen Weber / Gregor Simon/Tim Heilinger | 13:44,25 Min. |

### Nationenwertung Classic-Mannschaft
| Platz  | Land        | Gold | Silber | Bronze | Gesamt |
| ------ | ----------- | ---- | ------ | ------ | ------ |
| 1      | Frankreich  | 4    | –      | –      | 4      |
| 2      | Tschechien  | –    | 3      | –      | 3      |
| 3      | Deutschland | –    | 1      | 2      | 3      |
| 4      | Slowenien   | –    | –      | 1      | 1      |
|        | Schweiz     | –    | –      | 1      | 1      |
| Gesamt | Gesamt      | 4    | 4      | 4      | 12     |

## Sprint

### Nationenwertung Sprint
| Platz  | Land        | Gold | Silber | Bronze | Gesamt |
| ------ | ----------- | ---- | ------ | ------ | ------ |
| 1      | Frankreich  | 3    | 4      | 2      | 9      |
| 2      | Slowenien   | 2    | 2      | 1      | 5      |
| 3      | Italien     | 2    | –      | 2      | 4      |
| 4      | Tschechien  | 1    | 2      | 4      | 7      |
| 5      | Deutschland | 1    | 1      | –      | 2      |
| Gesamt | Gesamt      | 9    | 9      | 9      | 27     |

## Einzelwettbewerbe

### Einer-Kajak Männer
| Platz | Land                       | Sportler    | Zeit         |
| ----- | -------------------------- | ----------- | ------------ |
| 1     | Quentin Bonnetain          | Frankreich  | 0:40,08 Min. |
| 2     | Nejc Žnidarčič             | Slowenien   | 0:40,20 Min. |
| 3     | Paul Graton                | Frankreich  | 0:40,25 Min. |
| –     | –                          | –           | –            |
| 6     | Björn Beerschwenger (Köln) | Deutschland | 0:41,00 Min. |
| 12    | Andreas Heilinger (Köln)   | Deutschland | 0:43,07 Min. |
| 22    | Tobias Bong (Köln)         | Deutschland |              |
| 27    | Lukas Gierenz (Köln)       | Deutschland |              |

### Einer-Kajak Frauen
| Platz | Land                              | Sportler    | Zeit         |
| ----- | --------------------------------- | ----------- | ------------ |
| 1     | Constanza Bonaccorsi              | Italien     | 0:43,38 Min. |
| 2     | Charlene LeCorvaisier             | Frankreich  | 0:44,08 Min. |
| 3     | Sixtine Malaterre                 | Frankreich  | 0:45,36 Min. |
| 4     | Alke Overbeck (Braunschweig)      | Deutschland | 0:45,46 Min. |
| –     | –                                 | –           | –            |
| 8     | Manuela Stöberl (Rosenheim)       | Deutschland | 0:47,21 Min. |
| 10    | Sabine Füsser (Augsburg/Siegburg) | Deutschland | 0:47,82 Min. |
| 15    | Maria Hollerieth (Rosenheim)      | Deutschland |              |

### Einer-Canadier Männer
| Platz | Land                          | Sportler    | Zeit         |
| ----- | ----------------------------- | ----------- | ------------ |
| 1     | Ondřej Rolenc                 | Tschechien  | 0:41,93 Min. |
| 2     | Quentin Dazeur                | Frankreich  | 0:42,83 Min. |
| 3     | Antonin Hales                 | Tschechien  | 0:43,20 Min. |
| –     | –                             | –           | –            |
| 5     | Normen Weber (Augsburg/Brühl) | Deutschland | 0:43,51 Min. |
| 14    | Dominik Pesch (Brühl)         | Deutschland |              |

### Einer-Canadier Frauen
| Platz | Land                     | Sportler    | Zeit         |
| ----- | ------------------------ | ----------- | ------------ |
| 1     | Chiara Carbognin         | Italien     | 0:40,08 Min. |
| 2     | Marjolaine Hecquet       | Frankreich  | 0:40,55 Min. |
| 3     | Radka Valikova           | Tschechien  | 0:40,85 Min. |
| –     | –                        | –           | –            |
| 6     | Sabrina Barm (Augsburg/) | Deutschland | 0:43,04 Min. |

### Zweier-Canadier Männer
| Platz | Land                                         | Sportler    | Zeit         |
| ----- | -------------------------------------------- | ----------- | ------------ |
| 1     | Peter Znidarsic / Luka Zganjar               | Slowenien   | 0:42,04 Min. |
| 2     | Simeon Hocevar / Blaz Cof                    | Slowenien   | 0:42,11 Min. |
| 3     | Marke Rygel / Petr Vesely                    | Tschechien  | 0:43,38 Min. |
| –     | –                                            | –           | –            |
| 7     | Dominik Pesch / Matthias Nies (Brühl)        | Deutschland | 0:43,76 Min. |
| 8     | René Brücker / Normen Weber (Brühl/Augsburg) | Deutschland | 0:44,14 Min. |

### Nationenwertung Sprint-Einzel
| Platz  | Land       | Gold | Silber | Bronze | Gesamt |
| ------ | ---------- | ---- | ------ | ------ | ------ |
| 1      | Italien    | 2    | –      | –      | 2      |
| 2      | Frankreich | 1    | 3      | 2      | 6      |
| 3      | Slowenien  | 1    | 2      | –      | 3      |
| 4      | Tschechien | 1    | –      | 3      | 4      |
| Gesamt | Gesamt     | 5    | 5      | 5      | 15     |

## Teamwettbewerbe

### Einer-Kajak Männer
| Platz | Land        | Sportler                                                | Zeit         |
| ----- | ----------- | ------------------------------------------------------- | ------------ |
| 1     | Slowenien   | N. Znidarcic / V. Debeljak / A. Urankar                 | 0:42,74 Min. |
| 2     | Tschechien  | R. Hala / K. Mruzek / T. Slovak                         | 0:43,05 Min. |
| 3     | Italien     | P. Bonato / D. Maccagnan / M. Bifano                    | 0:43,23 Min. |
| –     | –           | –                                                       | –            |
| 5     | Deutschland | Lukas Gierenz / Björn Beerschwenger / Andreas Heilinger | 0:45,35 Min. |

### Einer-Kajak Frauen
| Platz | Land        | Sportler                                        | Zeit         |
| ----- | ----------- | ----------------------------------------------- | ------------ |
| 1     | Deutschland | Alke Overbeck / Manuela Stöberl / Sabine Füsser | 0:49,89 Min. |
| 2     | Frankreich  | C. LeCorvasier / M. Hostens / S. Malaterre      | 0:50,22 Min. |
| 3     | Italien     | C. Bonasccorsi / V. Risso / B. Grasso           | 0:50,23 Min. |

### Einer-Canadier Männer
| Platz | Land        | Sportler                                     | Zeit         |
| ----- | ----------- | -------------------------------------------- | ------------ |
| 1     | Frankreich  | Q. Dazeur / S. Santamaria / L. Lapointe      | 0:46,32 Min. |
| 2     | Tschechien  | O. Rolenc / V. Slanina / A. Hales            | 0:46,69 Min. |
| 3     | Slowenien   | B. Cof / S. Hocevar / P. Znidasic            | 0:47,18 Min. |
| 4     | Deutschland | Normen Weber / Tim Heilinger / Dominik Pesch | 0:47,46 Min. |

### Zweier-Canadier Männer
| Platz | Land        | Sportler                                                                             | Zeit         |
| ----- | ----------- | ------------------------------------------------------------------------------------ | ------------ |
| 1     | Frankreich  | D. Guyonnet/G. Guyonnet / T. Debray/L. Lapointe / S. Santamaria/Q. Dazeur            | 0:46,86 Min. |
| 2     | Deutschland | Matthias Nies/Dominik Pesch / René Brücker/Normen Weber / Gregor Simon/Tim Heilinger | 0:48,32 Min. |
| 3     | Tschechien  | L. Tomek/M. Sramek / M. Rygel/P. Vesely / V. Kristek/F. Jelinek                      | 0:48,56 Min. |

### Nationenwertung Sprint-Mannschaft
| Platz  | Land        | Gold | Silber | Bronze | Gesamt |
| ------ | ----------- | ---- | ------ | ------ | ------ |
| 1      | Frankreich  | 2    | 1      | –      | 3      |
| 2      | Deutschland | 1    | 1      | –      | 2      |
| 3      | Slowenien   | 1    | –      | 1      | 2      |
| 4      | Tschechien  | –    | 2      | 1      | 3      |
| 5      | Italien     | –    | –      | 2      | 2      |
| Gesamt | Gesamt      | 4    | 4      | 4      | 12     |